# イアン・バリー (映画監督)
イアン・バリー（Ian Barry）は、オーストラリアの映画監督。

## 作品
- セクシー・マーメイド／復讐の甘い罠
- わたしのレティおばさん
- ダイヤモンド・クエスト　カリマンタンの魔神
- エアタイト
- インフェルノ
- ジョーイ
- バトルフィールド
- ブラックウォーター
- セブンスフロア
- クライムブローカー／仮面の誘惑
- フーズ・ベイビー／わたし誰の子
- チェーン・リアクション